# 木戸村 (福島県)
木戸村（きどむら）は、昭和31年（1956年）まで福島県双葉郡の東南部に存在していた村。現在の双葉郡楢葉町南部にあたる。

## 地理
- 河川：木戸川

## 沿革
- 明治22年（1889年）4月1日 - 町村制施行にともない、前原村・上小塙村・下小塙村・山田岡村・山田浜村の計5か村が合併して楢葉郡木戸村が発足。村名は村の北境を流れる木戸川に由来する。
- 明治29年（1896年）4月1日 - 楢葉郡と標葉郡が合併して双葉郡が発足。双葉郡木戸村となる。
- 昭和31年（1956年）9月1日 - 竜田村と合併し、楢葉町となる。

## 行政
- 歴代村長

| 代 | 氏名         | 就任                        | 退任                      | 備考 |
| -- | ------------ | --------------------------- | ------------------------- | ---- |
| 1  | 永山造       | 明治22年（1889年）4月       | 明治24年（1891年）4月     |      |
| 2  | 渡辺甚造     | 明治24年（1891年）5月       | 明治28年（1895年）3月     |      |
| 3  | 松本傳       | 明治28年（1895年）4月       | 明治30年（1897年）10月    |      |
| 4  | 矢内常吉     | 明治30年（1897年）11月      | 明治31年（1897年）3月     |      |
| 5  | 早川儀平     | 明治31年（1898年）4月       | 明治34年（1901年）4月     |      |
| 6  | 矢内善七     | 明治34年（1901年）5月       | 明治37年（1904年）5月     |      |
| 7  | 斎藤亀作     | 明治37年（1904年）8月       | 明治38年（1905年）4月     |      |
| 8  | 関本豊太郎   | 明治38年（1905年）6月       | 明治40年（1907年）2月     |      |
| 9  | 宇佐神正頼   | 明治40年（1907年）4月       | 明治40年（1907年）9月     |      |
| 10 | 山田嘉納     | 明治40年（1907年）11月      | 明治41年（1908年）1月     |      |
| 11 | 佐々木酉之助 | 明治43年（1910年）4月       | 明治45年（1912年）5月     |      |
| 12 | 阿部康信     | 大正元年（1912年）7月30日   | 大正2年（1913年）10月     |      |
| 13 | 矢内卓爾     | 大正2年（1913年）12月       | 大正6年（1917年）11月     |      |
| 14 | 斎藤亀作     | 大正6年（1917年）12月       | 大正11年（1922年）11月    | 再任 |
| 15 | 矢内豊       | 大正11年（1922年）12月14日  | 大正15年（1926年）12月    |      |
| 16 | 里見冨士丸   | 昭和元年（1926年）12月25日  | 昭和9年（1922年）12月     |      |
| 17 | 斎藤亀作     | 昭和10年（1935年）1月       | 昭和12年（1937年）10月    | 三任 |
| 18 | 渡辺愛蔵     | 昭和13年（1938年）1月10日   | 昭和14年（1939年）9月20日 |      |
| 19 | 松本寛城     | 昭和14年（1939年）9月21日   | 昭和18年（1921年）8月20日 |      |
| 20 | 松本傳衛     | 昭和18年（1922年）9月16日   | 昭和21年（1946年）2月     |      |
| 21 | 斎藤九十九   | 昭和21年（1946年）2月       | 昭和21年（1929年）12月    |      |
| 22 | 高原甚蔵     | 昭和大正5年（1924年）3月9日 | 昭和25年（1950年）9月     |      |
| 23 | 山田美貞     | 昭和25年（1950年）10月      | 昭和29年（1954年）9月     |      |
| 24 | 蛭田延       | 昭和29年（1954年）10月      | 昭和31年（1956年）8月31日 |      |

## 教育
- 木戸村立木戸小学校
  - 木戸村立木戸小学校沢道分校
  - 木戸村立木戸小学校女平分校
- 木戸村立木戸中学校

## 交通

### 鉄道
- 国鉄常磐線：木戸駅

### 道路
- 国道6号